# Herzafalva
Herzafalva (Hârsești), település Romániában, a Partiumban, Bihar megyében.

## Fekvése
A Bihar-hegység alatt, a Segyestel-patak mellett, Vaskohtól északkeletre fekvő település.

## Története
Herzafalva nevét 1588-ban említette először oklevél Herchiesth néven. 1597-ben Hercest, 1600-ban Herscesth, Herecest, 1692-ben Hersesti, 1808-ban Herzest, 1913-ban Herzafalva néven írták. 
Herzafalva, Herzest földesura a nagyváradi 1. számú püspökség volt. 1851-ben Fényes Elek írta a településről: „Bihar vármegyében, a váradi deák püspök vaskohi uradalmában: 340 óhitü lakossal, anyatemplommal.”
1910-ben 324 lakosából 3 magyar, 321 román volt. Ebből 321 görögkeleti ortodox volt. A trianoni békeszerződéselőtt Bihar vármegye Vaskohi járásához tartozott.

## Nevezetességek
- Görög keleti temploma a 19. század közepén épült.

## Források

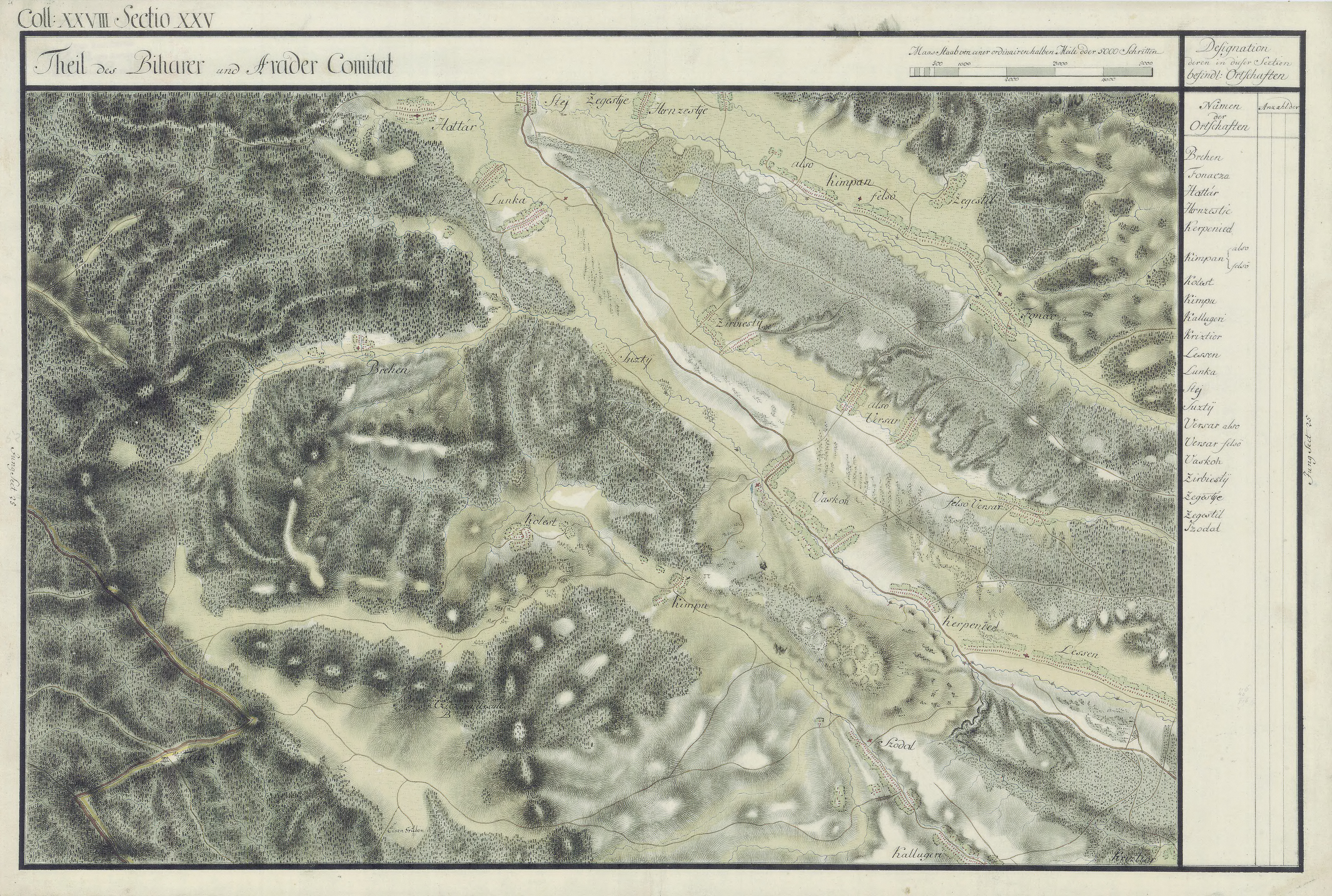
Herzafalva egy régi térképen.